# Márton Székely
Márton Székely (Budapest, 2 de enero de 1990) es un jugador de balonmano húngaro que juega de portero en el Tatabánya KC. Es internacional con la selección de balonmano de Hungría.
Su primer gran campeonato con la selección fue el Campeonato Mundial de Balonmano Masculino de 2019.

## Palmarés

### Veszprém
- Liga SEHA (2): 2020, 2021
- Copa de Hungría de balonmano (1): 2021

## Clubes
| Club               | País                | Año         |
| ------------------ | ------------------- | ----------- |
| PLER KC            | Hungría             | 2007 - 2013 |
| Balatonfüredi KSE  | Hungría             | 2013 - 2015 |
| Csurgói KK         | Hungría             | 2015 - 2016 |
| Tatabánya KC       | Hungría             | 2016 - 2019 |
| MKB Veszprém       | Hungría             | 2019 - 2021 |
| FC Oporto (cedido) | Portugal            | 2021        |
| Eurofarm Pelister  | Macedonia del Norte | 2021 - 2022 |
| Tatabánya KC       | Hungría             | 2022 - Act. |